# Narnia: Vùng đất huyền thoại
Narnia: Vùng đất huyền thoại (The Chronicles of Narnia: The Lion, The Witch and the Wardrobe) là phần đầu tiên trong series phim Biên niên sử Narnia chuyển thể từ tập 2 trong bộ truyện cùng tên của C. S. Lewis. Bộ phim kể về chuyến phiêu lưu của 4 anh em nhà Pevensive tại thế giới tưởng tượng Narnia trong cuộc chiến chống lại mụ Phù Thủy Tuyết.
Narnia: Vùng đất huyền thoại được phát hành vào ngày 9 tháng 12 năm 2005 và là một bộ phim rất thành công về mặt thương mại với hơn 745 triệu USD doanh thu. Tại Việt Nam, phim khởi chiếu vào ngày 9 tháng 6 năm 2006 với tựa đề Narnia: Vùng đất huyền thoại. Phim cũng giành được một giải Oscar cho hóa trang và rất nhiều giải thưởng khác. DVD của bộ phim được phát hành vào ngày 12 tháng 12 năm 2006 và cũng là DVD bán chạy nhất năm đó, khi thu về 332.700.000 USD.

## Tóm tắt nội dung
Chiến tranh thế giới thứ hai bùng nổ, 4 anh em nhà Pevensie là Peter, Susan, Edmund và Lucy phải sơ tán đến ở nhà của giáo sư Digory Kirke. Một lần, khi 4 người đang chơi trốn tìm, Lucy phát hiện ra trong tủ quần áo một thế giới khác được gọi là Narnia, tại đó đang là mùa đông. Dưới chân một cột đèn, Lucy nhìn thấy một thần đồng áng. Ông giới thiệu mình tên là Tummus, và kể cho Lucy biết về thế giới này. Tummus đưa Lucy về nhà và đưa cô vào giấc ngủ bằng một điệu sáo. Khi tỉnh dậy, Lucy thấy Tummus đang rất buồn, ông giải thích cho cô rằng thế giới này đã bị Jadis, mụ phù thủy trắng nguyền rủa sẽ phải chịu đựng mùa đông trong 100 năm, và bất kì ai thấy một con người cũng sẽ phải bắt và giao nộp cho ả. Tummus không nỡ bắt Lucy nên đã đưa cô trở lại thế giới bình thường. Trở lại, Lucy kể cho các anh chị em câu chuyện đó nhưng không ai chịu tin cô.
Một đêm, sau khi mọi người đã ngủ, Lucy lại trở vào tủ quần áo, Edmund cũng theo sau cô. Vào trong đó, Edmund gặp phù thủy trắng, ả tuyên bố mình là nữ hoàng của Narnia. Ả hứa sẽ cho Edmund làm vua nếu cậu đưa tất cả anh em của mình đến lâu đài của ả. Sau đó, Edmund gặp lại Lucy và trở lại thế giới. Trong khi Lucy kể cho Peter và Susan về Narnia, thì Edmund lại im lặng.
Trong một lần vô tình làm vỡ ô kính cửa sổ, bốn anh chị em trốn vào trong tủ quần áo và đến được Narnia. Họ gặp một cặp vợ chồng hải ly và được biết Tummus đã bị bắt. Hải ly cũng kể về Aslan, một con sư tử lớn đã sáng tạo ra Narnia, và lời tiên tri của ông rằng 2 người con trai của Adam và hai con gái của Eva sẽ tiêu diệt mụ phù thủy trắng và ngồi lên ngai vàng.

Edmund trốn đến chỗ mụ phù thủy, ả tức giận vì cậu đã không đưa được các anh em của mình đến lên đã nhốt cậu lại. Ả cũng sai những con sói đi săn lùng những người kia và vợ chồng hải ly.
Trong khi đó, Peter, Susan và Lucy tiếp tục đi và gặp được ông già Noel, họ được nhận rất nhiều món quà từ ông. Sau đó, họ bị phục kích bởi lũ sói, và Peter giết được con đầu đàn Maugrim.

Đến được trại của Aslan, Peter được phong tước hiện sĩ của Narnia. Đúng lúc này, phù thủy trắng xuất hiện và nói Edmund là kẻ phản bội, sẽ phải chịu hình phạt tử hình. Aslan quyết định hy sinh thân mình để cứu Edmund. Đêm đó, Susan và Lucy bí mật đến bàn đá nơi Aslan bị xử tử. Buổi sáng hôm sau, ông bất ngờ được hồi sinh bởi một ma thuật kì diệu. Aslan đưa Susan và Lucy đến lâu đài phù thủy, nơi ông giải phóng các tù nhân đã bi mụ hóa thành đá.

Trong khi đó, một cuộc chiến ác liệt đang diễn ra giữa quân đội của Aslan và quân của mụ phù thủy. Edmund vì cứu Peter mà bị thương nặng. Khi quân phù thủy đang áp đảo thì Aslan quay lại với đội quân tiếp viện và giết chết mụ phù thủy. Edmund cũng được hồi sinh bởi lọ nước thần mà ông già Noel tặng cho Lucy. Bốn người trở thành vua và nữ hoàng của Narnia.

Mười lăm năm sau, trong một lần truy đuổi một con hươu trắng, 4 anh em nhìn thấy cái cột đèn mà Lucy đã thấy trong lần đầu tiên đến Narnia. Họ ngược trở lại, đi qua những bụi cây, tủ quần áo và bất ngờ trở lại thế giới hiện tại vẫn với hình hài của những đứa trẻ. Lucy sau đó cố gắng quay trở lại Narnia bằng tủ quần áo nhưng vô vọng, và cô được giáo sư Kirke cho biết cô có thể quay trở lại nó vào lúc cô ít ngờ tới nhất.

## Diễn viên
- William Moseley vai Peter Pevensive
- Anna Popplewell vai Susan Pevensive
- Skandar Keynes vai Edmund Pevensive
- Georgie Henley vai Lucy Pevensive
- Tilda Swinton vai Phù thủy tuyết Jadis, nhân vật phản diện chính của bộ phim
- Liam Neeson vai Aslan
- James McAvoy vai Tumnus
- Jim Broadbent vai Giáo sư Digory Kirke
- James Cosmo vai ông già Noel